# ويليام إيكن ووكر
ويليام إيكن ووكر (بالإنجليزية: William Aiken Walker) هو رسام أمريكي، ولد في 11 مارس 1839 في تشارلستون في الولايات المتحدة، وتوفي بنفس المكان في 3 يناير 1921.